# Ендър
 Тази статия е за реката във Франция.  За департамента вижте Ендър (департамент).  
Ендър (на френски: Indre) е река в Централна Франция (департаменти Шер, Ендър и Ендър и Лоара), ляв приток на Лоара. Дължина 279 km, площ на водосборния басейн 3280 km².
Река Ендър води началото си на 453 m н.в. от крайните северни части на Централния Френски масив, (ЦФМ), в най-южната част на департамента Шер. В горното си течение, до град Ла Шатр тече през северните, хълмисти части на (ЦФМ), а след това на северозапад и запад (в най-долното течение) през югоизточната част на обширната Лоарска низина. Влива се отляво в река Лоара, при нейния 217 km, на 32 m н.в., на 5 km южно от град Бургей, департамента Ендър и Лоара, като последните 20 km тече успоредно с Лоара.
Водосборният басейн на Ендър обхваща площ от едва 3280 km², което представлява 2,79% от водосборния басейн на Лоара. Речната ѝ мрежа е слабо развита, като основните ѝ притоци са: Вовър (ляв) и Ендруа (десен, 60 km, 450 km²). На север и изток водосборният басейн на Ендър граничи с водосборния басейн на река Шер, а на юг и югозапад – с водосборния басейн на река Виен и двете леви притоци на Лоара.
Река Ендър има предимно дъждовно подхранване с ясно изразено зимно (от януари до март) пълноводие и лятно (от юли до септември) маловодие. Среден годишен отток в долното течение 18,7 m³/sec.
В долното течение част от водите ѝ се използват за напояване.
Долината на реката е гъсто заселена, като най-голямото селище е град Шатору в департамента Ендър.